# Jandaia-verdadeira
A jandaia-verdadeira (Aratinga jandaya) é uma ave da família dos Psittacidae.

## Nomes populares
O nome jandaia-verdadeira foi selecionado como nome vernáculo técnico para a espécie pelo Comitê Brasileiro de Registros Ornitológicos (CBRO) em 2021.

## Descrição
Mede 30 cm de comprimento e pesa 130g. Apenas com a cabeça e partes inferiores laranja, tendo o manto verde e o peito avermelhado. Não há diferenças externas aparentes entre machos e fêmeas. Sofrem com a captura destinada ao comércio ilegal de animais silvestres. Pode viver até 30 anos.

## Alimentação
Na natureza, comem sementes, castanhas e frutas. Em cativeiro, oferece-se ração comercial, frutas, legumes e vegetais (às vezes, pequenas quantidades de sementes).

## Distribuição
Ocorre no Brasil, no sudeste do Pará, Maranhão,Roraima ,Piauí, Pernambuco e leste de Goiás.

## Reprodução

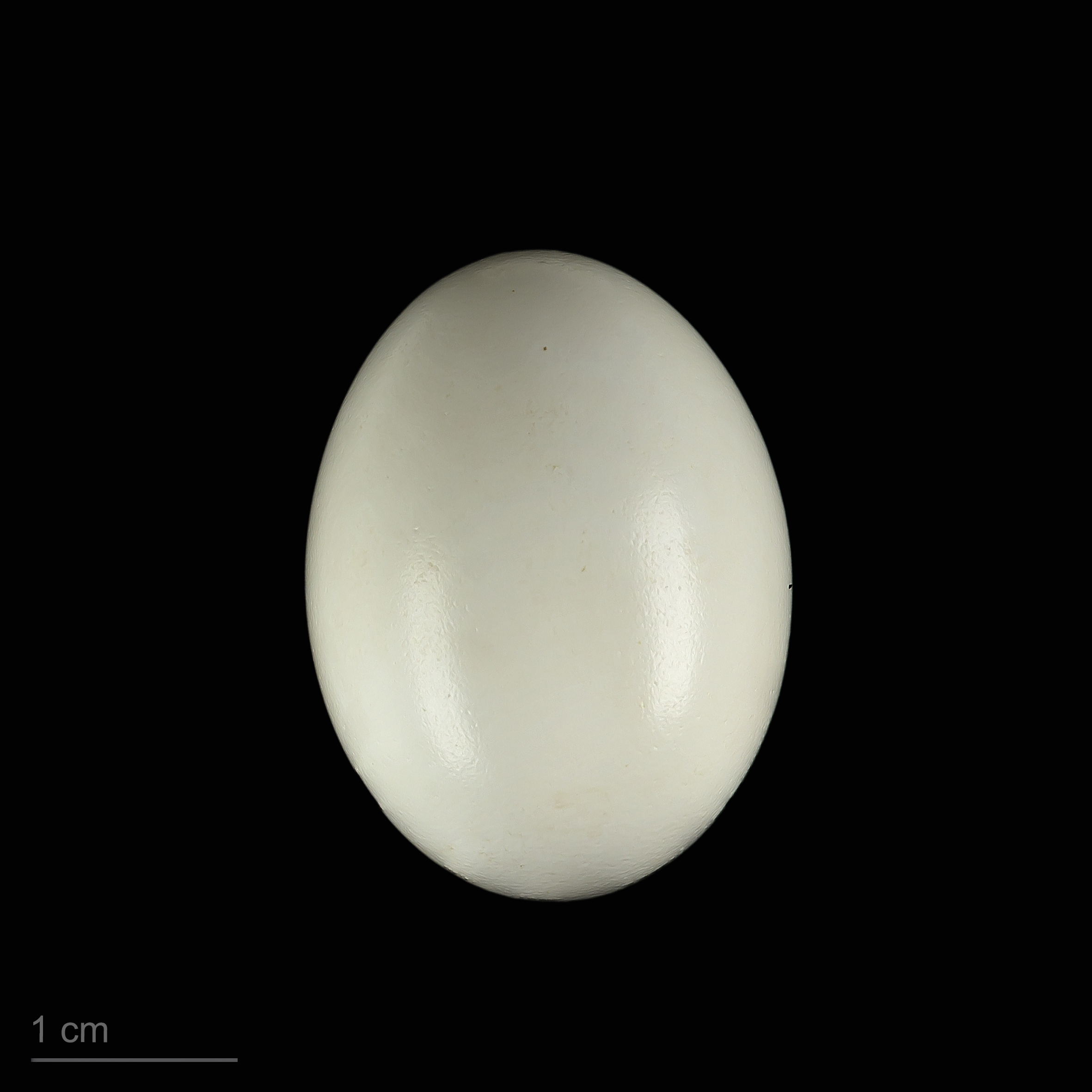
Aratinga jandaya - MHNT

Pode botar de 3 a 4 ovos, com período de incubação de 24 dias. O intervalo de tempo entre um ovo e outro é de três dias. Às vezes pode acontecer o macho rejeitar os ovos, destruindo-os, nesse caso deve-se separar o macho e deixá-lo próximo à fêmea sem que haja um contato do mesmo com o ninho e com os ovos.